# 阿尔芒·马萨尔
阿尔芒·埃米尔·尼古拉·马萨尔（法語：Armand Émile Nicolas Massard，1884年12月1日—1971年4月9日），法国男子击剑运动员，项目为重劍。他参加了1920年、1924年和1928年夏季奥运会击剑比赛，共获得1枚金牌、1枚银牌和1枚铜牌。